# Raffaele De Giorgi
Raffaele De Giorgi (Vernole, 1º settembre 1947) è un sociologo e filosofo italiano
Insegna filosofia del diritto presso la facoltà di Giurisprudenza dell'Università del Salento.

## Studi e carriera accademica
Nel 1966 consegue la maturità classica. Nel 1971 si laurea in filosofia con lode, presso l'Università degli Studi di Roma, discutendo la tesi Prospettive della logica giuridica: la logica deontica.
Dopo aver condotto studi e ricerche in molte università europee e aver insegnato presso il Max-Planck-Institut für europäische Rechtsgeschichte (Società Max Planck), la collaborazione più fruttuosa la ha con Niklas Luhmann, con il quale fonda nel 1990, il Centro Studi sul Rischio, presso l'Università degli Studi di Lecce, del quale è tutt'oggi direttore.
Conduce molti studi e seminari in America meridionale, ottiene una Càtedra de Exelcia presso l'Universidad Nacionàl Autònoma de México.
È stato preside di facoltà fino al 2012, anno in cui è stato nominato direttore del Dipartimento di Studi giuridici dell'Università del Salento.
È uno dei maggiori studiosi italiani della Teoria dei sistemi sociali.

## Opere
Tra i suoi lavori:
- Wahrheit und Legitimation im Recht, 1981
- Materiali per una teoria sociologica del diritto, 1981
- Manuale di diritto del lavoro e legislazione sociale, con Realino Marra, 1983
- Azione e imputazione. Semantica e critica di un principio nel diritto penale, 1984
- Teoria della società, con Niklas Luhmann, 1992
- Direito, democracia e risco. Vinculos com o futuro, 1988
- Scienza del diritto e legittimazione. Critica dell'epistemologia giuridica tedesca da Kelsen a Luhmann, 1998
- Ridescrivere la questione meridionale, con Giancarlo Corsi, con un saggio di Niklas Luhmann, 1998
- Mondi della società del mondo, con Stefano Magnolo, 2005
- Direito, tempo e memoria, 2006
- Temi di filosofia del diritto, 2006
- Futuri passati. Il mondo visto da Campone, a cura di Adriana Prizreni, 2010